# Cuauhtémoc Blanco
Cuauhtémoc Blanco Bravo (ur. 17 stycznia 1973) – meksykański piłkarz występujący na pozycji napastnika lub ofensywnego pomocnika.
Wcześniej występował w Necaxa, Real Valladolid, CD Veracruz, Club de Fútbol América oraz amerykańskim Chicago Fire.
W reprezentacji narodowej swojego kraju rozegrał 120 spotkań i strzelił 39 goli. Uczestniczył w mistrzostwach świata we Francji w 1998, mistrzostwach świata w Korei i Japonii w 2002 oraz w mistrzostwach świata w RPA w 2010. Z powodu konfliktu z argentyńskim trenerem reprezentacji Meksyku Ricardo La Volpe nie pojechał na mundial do Niemiec.
W 2009 roku funkcję selekcjonera przejął Javier Aguirre i od razu powołał Blanco.
Napastnik odwdzięczył się selekcjonerowi i strzelił gola wyrównującego na 1:1 w meczu z Salwadorem, ale końcowy wynik wyniósł 1:2.
28 maja 2014, mając 41 lat, rozegrał swój pożegnalny, 120. mecz w reprezentacji Meksyku – z Izraelem (3:0).
Według opracowania zrealizowanego w 2018 roku przez portal Barça Números jest najskuteczniejszym wykonawcą rzutów karnych w historii piłki nożnej – podczas swojej kariery wykorzystał 71 z 73 wykonywanych rzutów karnych.

## Cuauhtemiña
Podczas mistrzostw świata we Francji w 1998 r. zaprezentował niecodzienne zagranie. Otóż chwycił piłkę między łydki i skoczył jak kangur. Dlatego dziś nazywamy to zagranie „skokiem kangura” lub też Cuauhtemiña/Cuauteminha (czyt. kłautemińa), od imienia piłkarza.

## Początek kariery aktorskiej
Blanco dołączył do obsady meksykańskiej telenoweli „Triumf miłości”, w której wcielił się w rolę strażaka imieniem Juanjo.

## Kariera polityczna
W marcu 2015 został kandydatem Partii Socjaldemokratycznej na burmistrza Cuernavaki.